# Manila
Manila er hovedstad i Filippinerne, beliggende på øen Luzons østlige side midt mellem den nordligste og sydligste del af øen. Selve byen har 1.846.513(2020) indbyggere, og Manilas metropolområde (Metro Manila) har 13.484.462(2020) indbyggere. Mega Manila omfatter hele provinser, deriblandt øen Mindoro, 10.500 km2, 10-11 km fra Luzon og 115 km syd for Manila, med et område på 52.097,66 km2, og havde over 40 millioner indbyggere i 2015. The Metropolitan Manila Development Authority har angivet 47 millioner indbyggere i Mega Manila i 2030. Greater Manila Area med 28.250.517 indbyggere (2020) omfatter Metro Manila og de nærmeste provinser.